# كتلبة دوكلوكسية
كتلبة دوكلوكسية (الاسم العلمي:Catalpa duclouxii) هي نوع من النباتات تتبع جنس الكتلبة من الفصيلة البنيونية.